# Cyathea rebeccae
Cyathea rebeccae là một loài thực vật có mạch trong họ Cyatheaceae. Loài này được (F. Muell.) Domin mô tả khoa học đầu tiên năm 1929.

## Hình ảnh

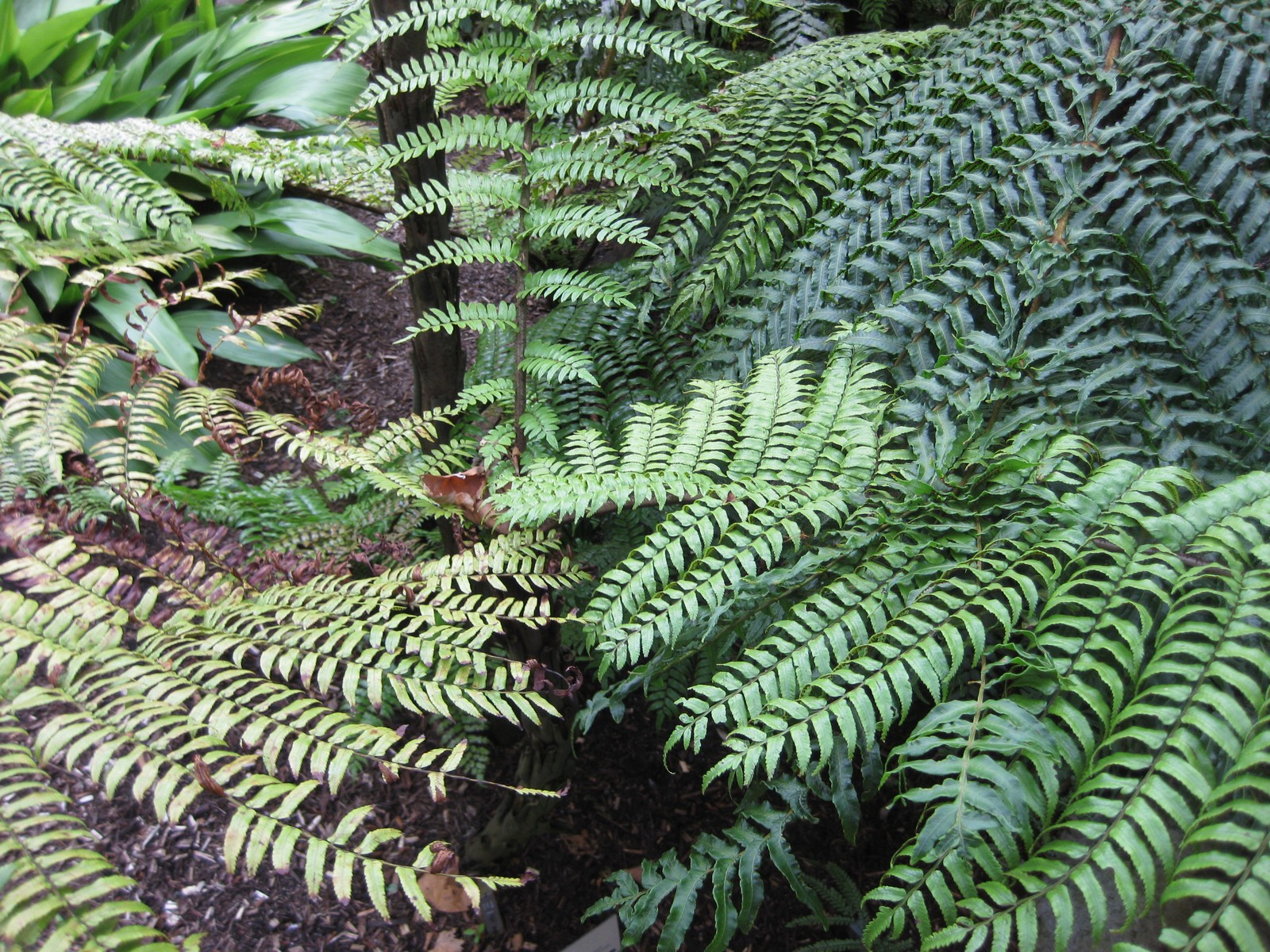
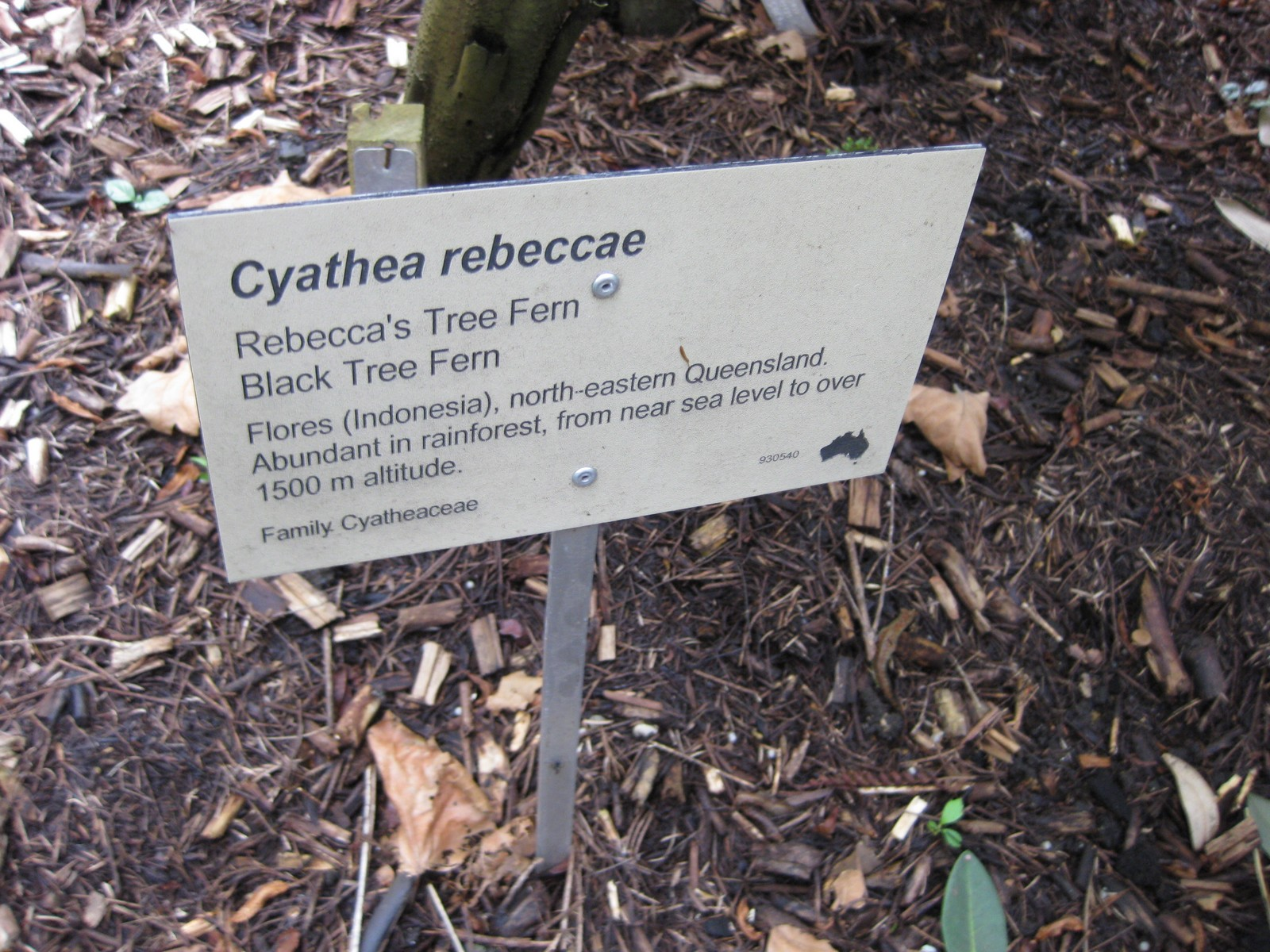
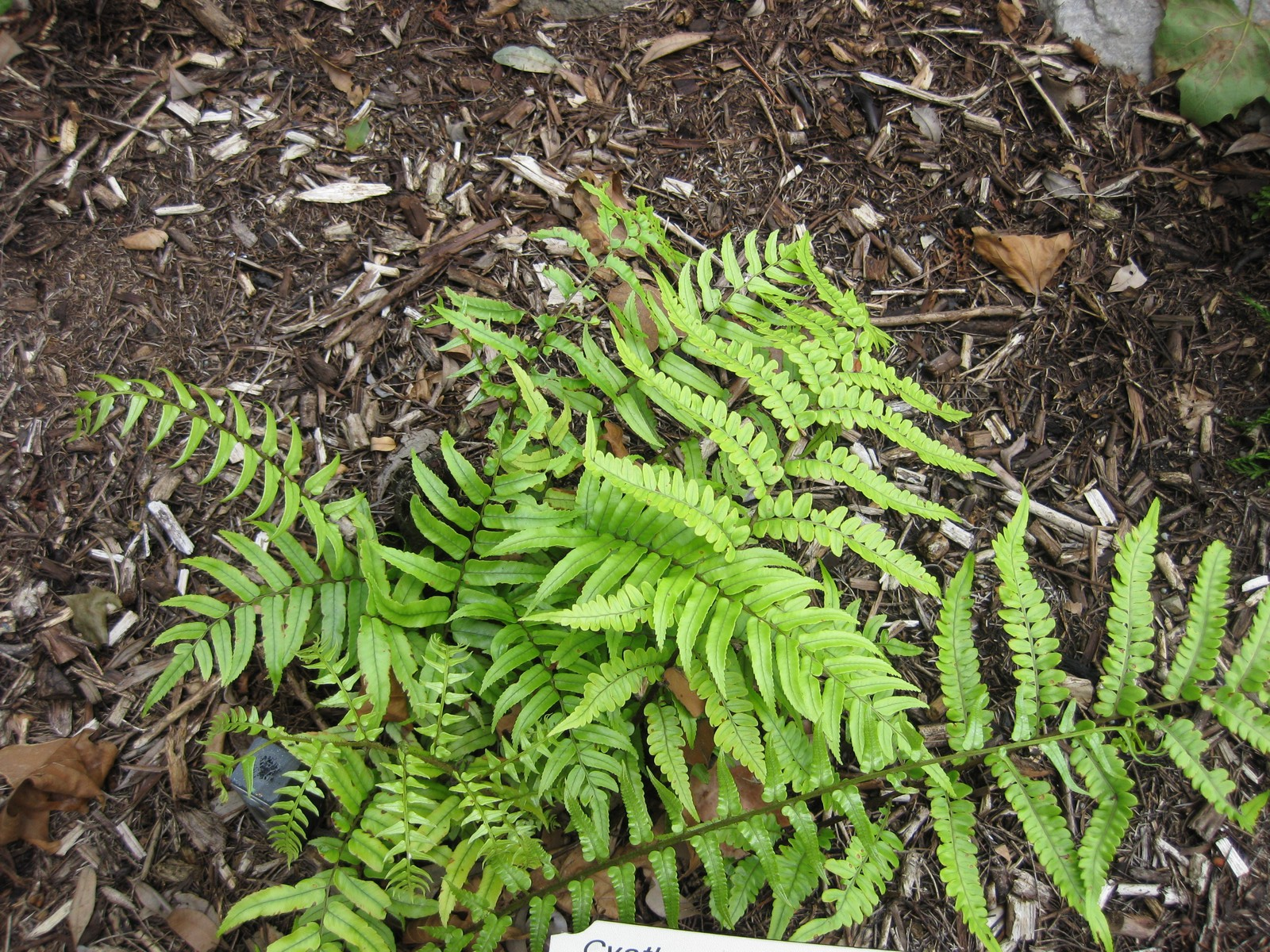
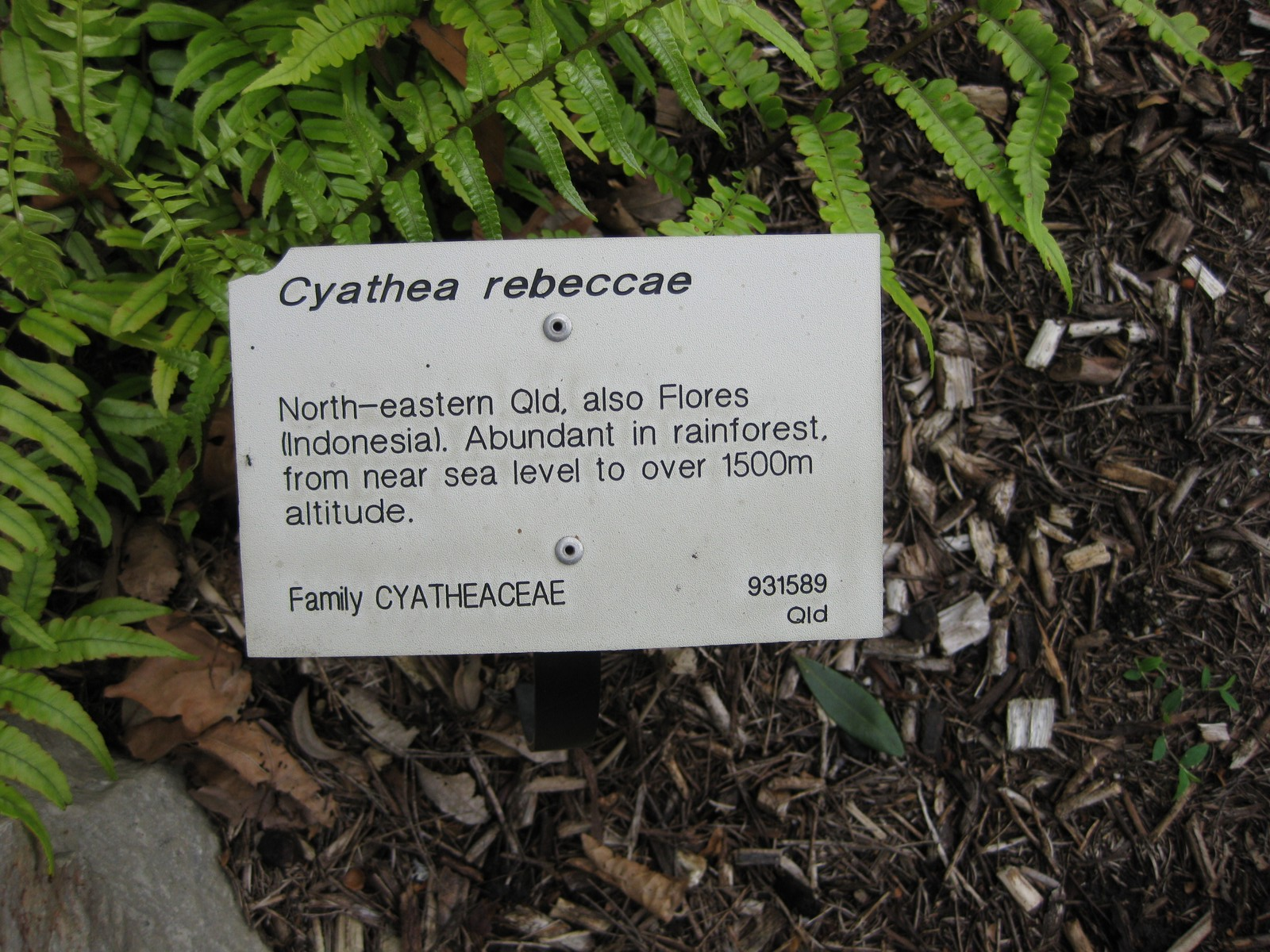